# 基尔佩纳图尔
基尔佩纳图尔（Kilpennathur），是印度泰米尔纳德邦Tiruvanamalai县的一个城镇。总人口12504（2001年）。

## 人口
该地2001年总人口12504人，其中男性6307人，女性6197人；0—6岁人口1486人，其中男788人，女698人；识字率65.25%，其中男性为74.39%，女性为55.95%。